# Пивенштейн, Борис Абрамович
Борис Абрамович Пивенштейн (2 (15) февраля 1909, Одесса — 16 мая 1944, концлагерь Штуттгоф) — советский лётчик, гвардии подполковник. За участие в спасении экипажа и пассажиров парохода «Челюскин» в 1934 году был награждён орденом Красной Звезды. Его рассказы об этой эпопее публиковались в коллективных сборниках и отдельными книжками.
Во время Великой Отечественной войны командовал штурмовым авиационным полком и эскадрильей. В небе над Донбассом 27 апреля 1943 года самолёт гвардии подполковника Б. А. Пивенштейна был сбит, лётчик и стрелок-радист попали в немецкий плен.

## Биография

### До войны
Родился 2 февраля (по старому стилю) 1909 года в Одессе, в семье барского мещанина Аврума-Дувида Алтеровича Пивенштейна (1871—?) и Сары Срулевны Пивенштейн (в девичестве Герман, 1880—?), дочери гайсинского мещанина, заключивших брак там же 1 августа 1902 года. Его друг Николай Каманин, ставший впоследствии знаменитым, оставил о Борисе свои воспоминания:

Сын одесского грузчика с Арбузной гавани, рано умершего от чахотки и бедности, Боря Пивенштейн впитал в себя колорит южного портового города, юмор и оптимизм одессита и в любой обстановке не унывал, умел управлять собой. Хороший лётчик, прекрасный человек.
Сам Борис Пивенштейн в 25 лет вспоминал ранние годы как далёкое прошлое:

Ведь и мне не легко было проводить своё детство в семье рано умершего еврея-грузчика. Детство. Одесса. Еврейская беднота. Всегда забитая больная мать. Беспризорность. Папиросы, ириски, сахарин. Привокзальные товарищи, рано приучившие к картам. И когда крепко укрепилась советская власть, всеми силами пока не поздно я рванулся к другой жизни. Я поступил в школу еврейской молодёжи, в комсомол….

В Одессе Борис окончил школу-завод еврейской рабочей молодёжи. Курсант военно-теоретической школы ВВС РККА в Ленинградском военном округе с июля 1927 года, затем — 1-й Военной школы летчиков им. Мясникова в Каче (1928—1929). Военную службу начал в ноябре 1929 года в 5-й истребительной эскадрилье и 40-й авиационной эскадрилье им. Ленина, которая затем была переведена на Дальний Восток. Член ВКП(б) с 1931 года.
В феврале 1934 года во главе сводного звена группы Н. П. Каманина Б. А. Пивенштейн был направлен на спасение экспедиции челюскинцев.
Маршрут полёта протяжённостью более 2500 км пролегал вдоль побережья Камчатки и Чукотки: Майна Пыльгин — Анадырь — Кайнергин — Натапельмен — Валькальтен — Бухта Провидения — Уэллен — Ванкарем. В «Очерках истории выдающихся перелётов» автор Аркадий Беляков рассказывает подробности: 

Перед последним, уже небольшим этапом перелёта Каманин при посадке подломил шасси своего самолёта. Используя права командира, он приказал Пивенштейну остаться и чинить его машину, а сам полетел дальше на самолёте Пивенштейна. «Вряд ли когда-нибудь в жизни я получал более тяжёлое приказание», — вспоминал Пивенштейн.
Борис Пивенштейн с механиком повреждённого каманинского самолёта Р-5 остались в местечке Валькальтен для ремонта. В сборнике «Легенды и мифы отечественной авиации» (редактор-составитель А. А. Дёмин. Выпуск 4. — М., 2012) есть глава, посвящённая забытым страницам челюскинской эпопеи, где подробно рассказывается о конкретных деталях этих событий. Пивенштейну удалось добыть и привезти на собачьих упряжках через сотню километров 170 килограммов бензина, залитого в четыре моржовых пузыря и две жестяных банки. А механик Анисимов тем временем приспосабливал деревянный «протез» к повреждённому самолёту Каманина. 10 апреля 1934 года Пивенштейн с Анисимовым прилетели в Бухту Провидения. При посадке обмотанный веревками «протез» не сломался, за три дня самолёт привели в порядок, но пурга не позволяла лететь дальше. Когда вьюга стихла, по радио сообщили, что все челюскинцы спасены. Однако, как обычно, Пивенштейн не упал духом и совершал непростые перелёты, перевозя спасённых челюскинцев к пароходу. Он переправил на своём самолёте 22 человека.
За эти заслуги 20 апреля 1934 года Бориса Пивенштейна наградили орденом Красной Звезды. В военной форме с орденом на груди его изобразил известный художник Георгий Верейский. В фотоархиве «История России в фотографиях» можно найти портреты Бориса Пивенштейна 1934 года, выполненные Владиславом Микошей, который в 1930-е годы снимал фоторепортажи для газеты «Известия».
Продолжая летать в Арктике, Пивенштейн в составе экипажа Бориса Чухновского принимал активное участие в поисках пропавшего (в 1937 году) самолёта Сигизмунда Леваневского, одного из первых Героев Советского Союза.
С 1934 по 1939 год учился в Военно-воздушной академии им. Жуковского.
После перевода Пивенштейна с Дальнего Востока на службу в Московский военный округ ему предоставили квартиру в «Доме правительства», документы комендатуры которого свидетельствуют, что (в годы 1939—1941) Борис Абрамович Пивенштейн проживал с женой Екатериной Тарасовной и двумя детьми в квартире № 354. В июне 1939 года был назначен помощником командира 16-го штурмового авиаполка — в этой должности он служил по февраль 1940 года.
С июня 1940 по сентябрь 1941 года служил инспектором управления ВВС Орловского военного округа.

### Во время войны
21 сентября 1941 года Борис Пивенштейн в звании подполковника был назначен сначала командиром 503-го штурмового ордена Кутузова авиационного полка, а затем командиром 3-й эскадрильи 74-го гвардейского штурмового авиаполка. Самолётами полка были штурмовики Ил-2, только ещё входившие в строй. Доделывать их приходилось на ходу, к сентябрю 1941 года в этом полку от двадцати штурмовиков осталось только пять исправных и один повреждённый. Согласно недавно рассекреченной справке Центрального бюро учёта потерь Красной Армии от 12 июля 1943 года, гвардии подполковник Борис Пивенштейн во время боёв в Донбассе не вернулся с боевого задания 27 апреля 1943 года. Самолёт Ил-2 был сбит и совершил вынужденную посадку на территории противника. Лётчик Б. А. Пивенштейн и стрелок-радист А. М. Круглов попали в плен недалеко от Краматорска в селе Плавное Сталинской области. Пивенштейн был ранен, повреждён глаз, повреждена нога, пытался застрелиться (фонд 58, опись 18001, дело 236, лист 248).
По утверждению Дмитрия Панова, в первом боевом вылете Пивенштейн отклонился от маршрута, заблудился и увёл переднее звено на запад, где из-за нехватки горючего три штурмовика сели на оккупированной территории и 6 советских лётчиков попали в плен.

### Судьба после пленения
Два советских лётчика родом из Одессы — Юрий Цуркан и Борис Пивенштейн хорошо знали друг друга до войны. Юрий Цуркан находился в концлагере Штуттгоф недалеко от Данцига, где 15 мая 1944 года ему удалось пять минут поговорить с изолированным смертником Борисом Пивенштейном, привезённым из гестапо в Кёнигсберге. Пауль Хоппе, комендант концлагеря, прямо заявил Пивенштейну: «Всех евреев мы расстреливаем. Офицеров — вешаем». Согласно свидетельству Юрия Цуркана, Борис Пивенштейн, лагерный номер 34754, был казнён 16 мая 1944 года, на следующий день после прибытия в концлагерь Штуттгоф. Приводивший приговор в исполнение поляк Вацек Козловский, известный в концлагере своими зверствами, поразился спокойствию и мужеству Пивенштейна. По словам палача, «радзецьки льотник» (советский лётчик) оттолкнул его и сам надел петлю на шею.

### Заочный приговор к смертной казни (СССР, 1952)
До 1952 года семья Б. Пивенштейна получала пенсию и жила в Доме на набережной. Однако в конце 1940-х годов МГБ СССР открыло уголовное дело по обвинению Бориса Пивенштейна в коллаборационизме, а 4 апреля 1952 года Военная коллегия заочно осудила Б. А. Пивенштейна по ст. 58-1 п. «б» и 58-6 ч. 1 УК РСФСР и приговорила к расстрелу с конфискацией имущества и лишением воинского звания, после чего его семья была выслана из Москвы.
Материалы следствия и заседаний Военной коллегии до сих пор недоступны. Согласно В. Е. Звягинцеву, в приговоре Военной коллегии, в частности, утверждалось, что Пивенштейн был завербован резидентом германской разведки ещё во время его военной службы на Дальнем Востоке (1932—1933), в 1943 году «вылетел на боевое задание в тыл к немцам, откуда в свою часть не возвратился…», а находясь в лагере военнопленных лётчиков в Морицфельде, работал в отделе контрразведки «Восток», опрашивая и «склоняя к измене» попавших в плен советских лётчиков. По его данным, приговор обосновывался показаниями «арестованных изменников Родины В. С. Москальца, М. В. Тарновского, И. И. Тенскова-Дорофеева и имеющимися в деле документами», в которых утверждалось, что в июне 1951 года Б. Пивенштейн выехал в Америку, а до того проживал в Висбадене (американская зона оккупации Германии) и, «будучи членом НТС, выполнял обязанности секретаря Висбаденского эмигрантского комитета и являлся старостой храма».
О гибели Бориса Пивенштейна в концлагере рассказал лётчик Юрий Цуркан в своей автобиографической книге «Последний круг ада», опубликованной в 1967 году в Одессе издательством «Маяк». После её издания автора книги вызывали в КГБ, где Юрий Цуркан вновь подтвердил факт казни Бориса Пивенштейна в концлагере, «сказав чекистам, что не мог ошибиться, поскольку был знаком с Пивенштейном с 1937 года».
Данное свидетельство Юрия Цуркана и просьба вдовы Б. Пивенштейна о его реабилитации в 1968 году результата не дали. По мнению академика А. А. Дёмина, работавшего в ИИЕТ РАН, это «дело» было явно сфабриковано. По словам публициста и учёного Ильи Куксина, «хорошо известно, как в разгар государственного антисемитизма 1952 года чекисты фабриковали подобного рода дела. Тем более суд был при отсутствии обвиняемого».

### «Реабилитирован как „жертва политических репрессий“» (РФ, 1997)
В ноябре 2019 года Ванда Цуркан направила в Главную военную прокуратуру «подробнейшее» заявление об официальной реабилитации Б. Пивенштейна с десятками копий документов из 2-го издания книги отца, в числе которых был представлен и «Список прибывших в лагерь Штуттгоф из гестапо в Кёнигсберге» 14 мая 1944 года, найденный ею в архивах концлагеря Штуттгоф. Седьмым в этом списке приведено имя Бориса Пивенштейна. А 4 декабря 2019 года получила «поразительный» официальный ответ: Борис Пивенштейн уже был реабилитирован 14 мая 1997 года в соответствии с «Законом о реабилитации жертв политических репрессий». Согласно письму прокуратуры, после принятия решения о реабилитации «архивное дело в отношении Б. А. Пивенштейна» было передано в Центральный архив ФСБ.

### Публикации о Б. А. Пивенштейне
Неизвестно, публиковалось ли где-то решение Главной военной прокуратуры о реабилитации Б. Пивенштейна в 1997 году, когда информация о казни Бориса Пивенштейна в концлагере была доступна только узкому кругу читателей книги Юрия Цуркана 1967 года. Через полвека в 2017 году по инициативе дочери автора, Ванды Юрьевны Цуркан, книга Юрия Цуркана не просто переиздана, но и дополнена найденными ею документами.
В других публикациях имя Б. Пивенштейна было приведено К. П. Александровым в 2003—2006 годах. В них он повторяет сведения о Б. Пивенштейне как «активном сотруднике» AWSt/Ost (отдела контрразведки «Восток» в Морицфельде), не подтверждая их доступными документами. На одну из его публикаций ссылается и В. Звягинцев (2008), дублируя данные К. Александрова об «активном участии» Б. Пивенштейна в работе группы «Восток», хотя добавляет, что версия пленения и дальнейшей судьбы Б. Пивенштейна «требует уточнения».
В 2014 году К. Александров называет свои источники информации о службе Б. Пивенштейна в отделе «Восток», конкретно ссылаясь на:
1. книгу Б. П. Плющова, в которой приводится письмо «полковника П.», прибывшему в Моренцфельд в «конце января — первой половине февраля», которого Мальцеву «удалось вытащить из лагеря военнопленных»[40]. При этом, в своей публикации, К. Александров приводит это же письмо, просто заменив «полковника П.» на «подполковника Пивенштейна»[41]. Какими-то другими источниками эта его версия не подтверждается.
2. «Зимой 1944 г. к ним присоединился Гвардии подполковник Борис Абрамович Пивенштейн» — протокол допроса М. В. Тарновского (8 сентября 1945)[42][43], расстрелянного в январе 1946 года в тюрьме СМЕРШ в Потстдаме[44].

Источник утверждения «Б. А. Пивенштейн скрылся от репатриации в американской оккупационной зоне Германии и в начале 1950-х гг. уехал из Европы за океан», К. Александров не приводит.
Эту же информацию о спасении В. Мальцевым Б. Пивенштейна и его последующей эмиграции в США К. Александров повторяет в своей диссертации на соискание ученой степени доктора исторических наук (2015), приводя Б. Пивенштейна в списке сотрудников: «XI отдел: Картотека учёта офицерского состава (КУОС)».
В статье о М. В. Тарновском (2017) к версии спасения В. Мальцевым Б. Пивенштейна К. Александров добавляет, что «по отрывочным слухам он сменил фамилию и служил в ВВС Израиля». Впрочем, в 2017 году он уже называет эту версию «экзотической», хотя, ссылаясь на «оперативные данные МГБ», повторяет недостоверные сведения об эмиграции «в 1952 году».
Авторы других публикаций, приводящих информацию о Б. Пивенштейне как о сотруднике отдела «Восток», позднее скрывшемся в США или даже в Израиле, ссылаются на ту или иную публикацию К. Александрова. В качестве примера можно привести книгу О. В. Черенина «Шпионский Кёнигсберг» (2012) и другие такие публикации. В подобном примере, приведенном И. Куксиным, автор упоминает Б. Пивенштейна в одном абзаце с допросом Якова Джугашвили, погибшего в плену 14 апреля 1943 года — до того, как Борис Пивенштейн попал в плен.
За исключением книги Ю. Цуркана, приведенные выше публикации в большей или меньшей степени практически отражают версию обвинения в 1952 году. Однако, в доступных исследователям документах американских и немецких спецслужб не обнаружено ни одного подтверждения, что Борис Пивенштейн был жив после мая 1944 года. Игорь Петров, специалист по истории коллаборационизма, изучая материалы отдела контрразведки «Восток» и сайта архивов Арользена, пришёл к выводу, что следователи МГБ случайно или сознательно спутали Бориса Пивенштейна с его однофамильцем Андреем Пивенштейном, выехавшем в США 4 января 1951 года (на приведенном им документе в списке выезжающих значится имя А. Пивенштейна — Andreas Piwenstein). По словам И. Петрова, процитированным в статье Дмитрия Волчека, «…история о том, как человека, погибшего героем, обвинили в измене и заочно приговорили, перепутав с однофамильцем, пожалуй, уникальна». Сам Д. Волчек считает что Б. Пивенштейна не реабилитировали после свидетельства Ю. Цуркана из-за того, что СССР разорвал дипломатические отношения с Израилем после Шестидневной войны (1967), и в антисионистской атмосфере тех лет «привлечение внимания к истории еврея, героя войны, из-за некомпетентности чекистов объявленного власовцем, наверняка сочли неуместным», несмотря на то, что советские спецслужбы уже тогда знали и про А. Пивенштейна, и про то, что Б. Пивенштейн был казнен в лагере. По его мнению, ситуация, при которой ФСБ не признает ошибку своих предшественников, а «цитаты из обвинительного заключения 1952 года переходят из одной статьи о предателях-власовцах в другую», неприемлема.
В ответ на запрос Радио Свобода о предполагаемом сотрудничестве Гелена и Пивенштейна, в котором его обвиняло МГБ, профессор Норман Года, специалист по организации Гелена, ответил, что ему ничего об этом неизвестно. В архивах НТС (в сотрудничестве с которым также обвиняли Пивенштейна) «нет никаких документов, подтверждающих его членство в Союзе или какие-либо контакты в военные или в послевоенные годы. В то, что еврей Пивенштейн был старостой православного храма в Висбадене, тоже трудно поверить».
К 110-летию со дня рождения Бориса Пивенштейна во Всемирном клубе одесситов состоялась встреча, посвящённая памяти легендарного лётчика. Это событие подготовили и провели Ванда Цуркан и краевед Михаил Пойзнер. Участники встречи решили представить информацию о Борисе Пивенштейне для публикаций в альманахе «Дерибасовская-Ришельевская» и в проекте «Они оставили след в истории Одессы».
На сайте музея «Дом на набережной» Пивенштейн Б. А. числится в списке участников ВОВ как погибший (п), а его вдова Пивенштейн Е. Т., работавшая курьером Института истории искусств АН СССР, упомянута на сайте музея в перечне репрессированных. Кроме того, есть сведения о проживании жены Бориса Пивенштейна во время войны по двум разным адресам в Ташкенте.

## Звания
- капитан (1938)
- майор (1939)
- подполковник (1943)

## Награды
орден Красной звезды (1934)
медаль «20 лет РККА» (1938)

## Публикации Бориса Пивенштейна
До войны Борис Пивенштейн успел завоевать популярность ещё и как лётчик, интересно рассказывающий о пережитых событиях. Издательства «Молодая гвардия», «Правда», «Дальгиз» публиковали его прозу.
В книге «Как мы спасали челюскинцев» Борис Пивенштейн был автором одной из глав под названием «В пургу». Когда началась непроглядная метель, девять лётчиков, десять чукчей и двадцать шесть собак со щенятами спасались от пурги в одной яранге. Чтобы сохранять бодрое настроение и общаться, Борис завёл словарик русско-чукотских слов и был очень удивлён, узнав, что у чукчей не было слов «стирать бельё». Они дали понять, что эти слова им не нужны, вместо белья они носят меховые одежды мехом внутрь.
- Пивенштейн Б. А. Гора Дионисия закрыта. — М.: Молодая гвардия, 1935. — 110 с.
- Пивенштейн Б. А. Путь в Уэллен. — Хабаровск: Дальгиз, 1936. — 206 с.
- Б. Пивенштейн. Штурмовые удары при наступлении. Архивировано 26 августа 2017 года. // Сталинский сокол, 8 марта 1942.